# Egilbert von Ortenburg
Egilbert von Ortenburg, auch Engelbert oder Heilbert von Rothenburg, (* um 1040 wahrscheinlich in Rothenburg ob der Tauber; † 1101 in Trier) war Erzbischof von Trier von 1079 bis zu seinem Tod. Er war Parteigänger von Kaiser Heinrich IV. während des Investiturstreites. Aus Dank erhob der Kaiser ihn zum Erzkanzler von Gallien. Im Gegensatz zu seinen Vorgängern und Nachfolgern war er wegen seiner Kaiserparteilichkeit ohne Beziehungen zum Papsttum und hatte somit auch keine Vermittlerrolle wie jene inne.
Unter seiner Schirmherrschaft wurde im Jahre 1093 der Grundstein des Klosters Laach durch den Pfalzgraf bei Rhein und kaiserlichen Reichsverweser, Heinrich II. von Laach, gelegt, sein Name wird in der Stiftungsurkunde erwähnt. Erzbischof Egilbert unterstützte die Stiftung mit der Entsendung der ersten Mönche aus der damaligen Trierer Benediktiner-Reichsabtei St. Maximin zur Besiedlung des entstehenden Klosters.
In seine Zeit fielen die ersten Judenpogrome nach 1095 in Deutschland im Zuge der Kreuzzugsbewegung. Im Mai/Juni 1096 versuchte er die Trierer Juden vor den Kreuzfahrern zu schützen und predigte zu ihrem Schutz im Dom. Doch konnte er ihre Ermordung nicht verhindern.